# Limonia amabilis
Limonia amabilis är en tvåvingeart. Limonia amabilis ingår i släktet Limonia och familjen småharkrankar.

## Underarter
Arten delas in i följande underarter:
- L. a. amabilis
- L. a. antistes